# 前橋シネマハウス
前橋シネマハウス（まえばしシネマハウス）は、群馬県前橋市にある映画館。
1987年（昭和62年）開業の「前橋テアトル西友」を前身に、2009年（平成21年）「シネマまえばし」として再開館するも、2011年（平成23年）より休館。2018年（平成30年）3月17日より現館名に改称し再オープンした。

## 沿革
- 1987年（昭和62年） - 前橋テアトル西友として開館。
- 2006年（平成18年） - 前橋テアトル西友閉館。
- 2009年（平成21年） - シネマまえばしとして再開館。
- 2018年（平成30年） - 前橋シネマハウスとして再開館。

## データ
- 住所 : 群馬県前橋市千代田町5-1-1 前橋市民交流プラザ等駐車場 3F[4]
- アクセス : JR両毛線前橋駅北口より徒歩10分、上毛電鉄中央前橋駅西口より徒歩5分
- 座席数 : 116席（シアター0）、56席（シアター1）[5]

## 歴史

### 前橋テアトル西友(1987-2006)

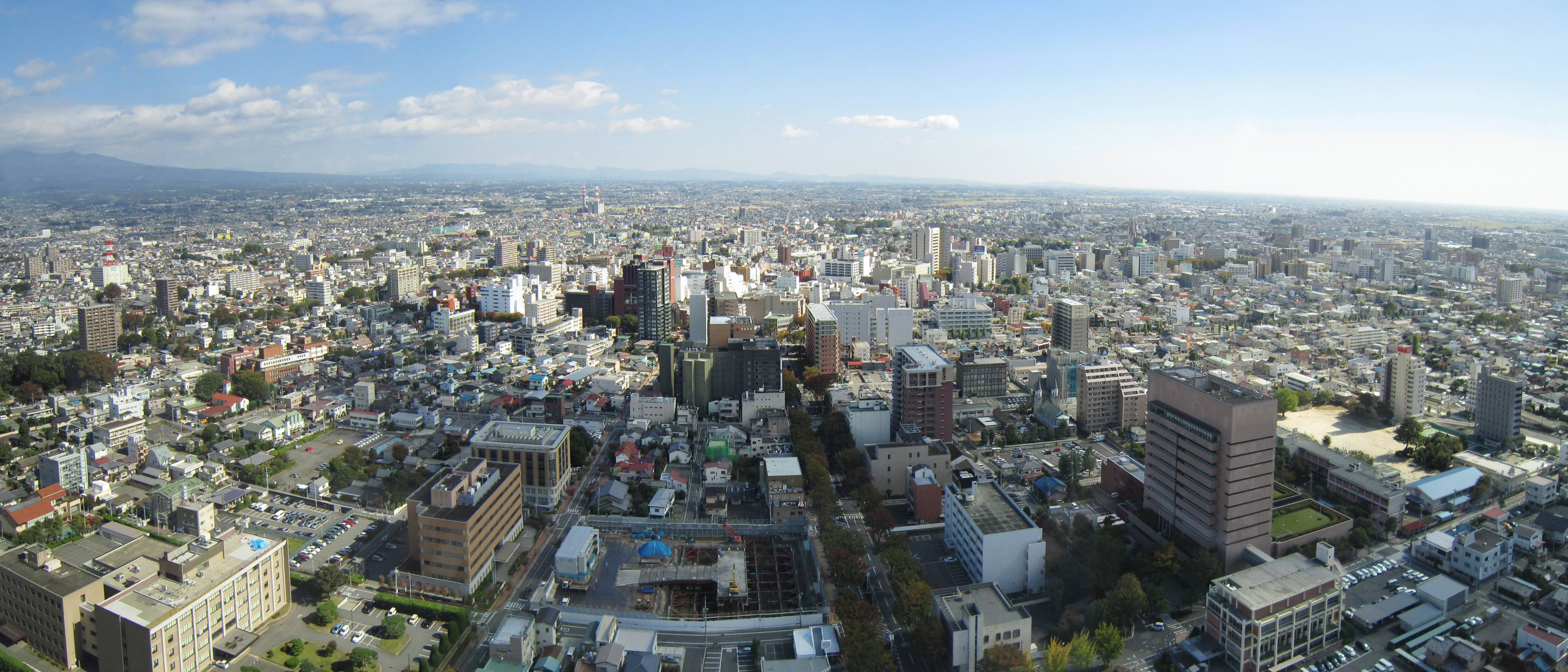
群馬県庁舎から見た前橋市街地

1957年（昭和32年）時点の群馬県には87の映画館があり、前橋市内には9館があった。1975年（昭和50年）には西友前橋店が開店。1980年（昭和55年）代にはセゾングループは映画事業に参入し、配給会社としてシネセゾンを設立したほか、各地の西友に映画館を併設した。その流れで1987年（昭和62年）7月には前橋西武WALK館3階にて、東京テアトル経営による『前橋テアトル西友』（2スクリーン・56席／152席）が開館し、高崎映画祭立上げ人のひとりである長島理恵子などが運営を担当した。
スーパー併設型映画館という立地からファミリー映画を中心にしながらも、レイトショーなどを中心にアート系作品も上映し、群馬県全域から観客を集めた。開業当時中学生だった映画監督・清水崇（前橋市出身）もよく通っていたという。1991年（平成3年）秋の『ターミネーター2』や1997年（平成9年）夏の『もののけ姫』、1997年（平成9年）末の『タイタニック』などが人気を博した。1990年（平成2年）代後半になると日本各地にシネマコンプレックス設立の動きが見られ、経営不振の西友はウォルマートの傘下に入った。2000年（平成12年）9月30日に前橋文映レッド・イエロー（前橋文化映画劇場）、2003年（平成15年）5月30日に前橋オリオン座（4スクリーン）がそれぞれ戦後から続いた歴史の幕を下ろすと、2006年（平成18年）1月29日にリヴィン前橋店（旧・前橋西武）が閉館となった折に前橋テアトル西友も閉館した。前橋市は、翌2007年にユナイテッド・シネマ前橋がオープンするまで一時的に映画館が皆無となり、当時は47都道府県庁所在地で唯一の映画館が無い都市だった。最終上映は『風と共に去りぬ』と『ニュー・シネマ・パラダイス』。19年間で延べ870本を上映し、133万人を動員した。

### シネマまえばし(2009-2013)

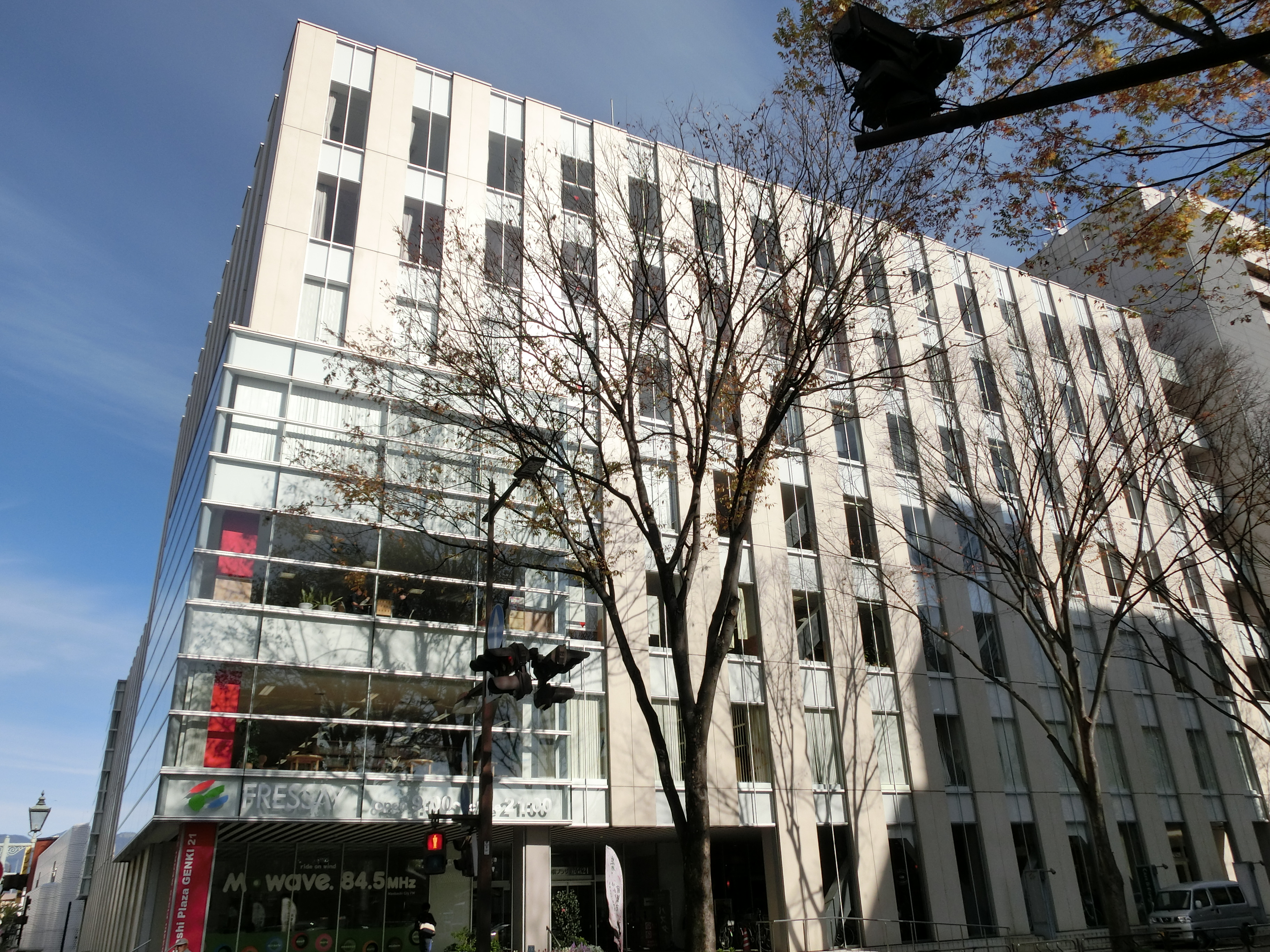
前橋プラザ元気21

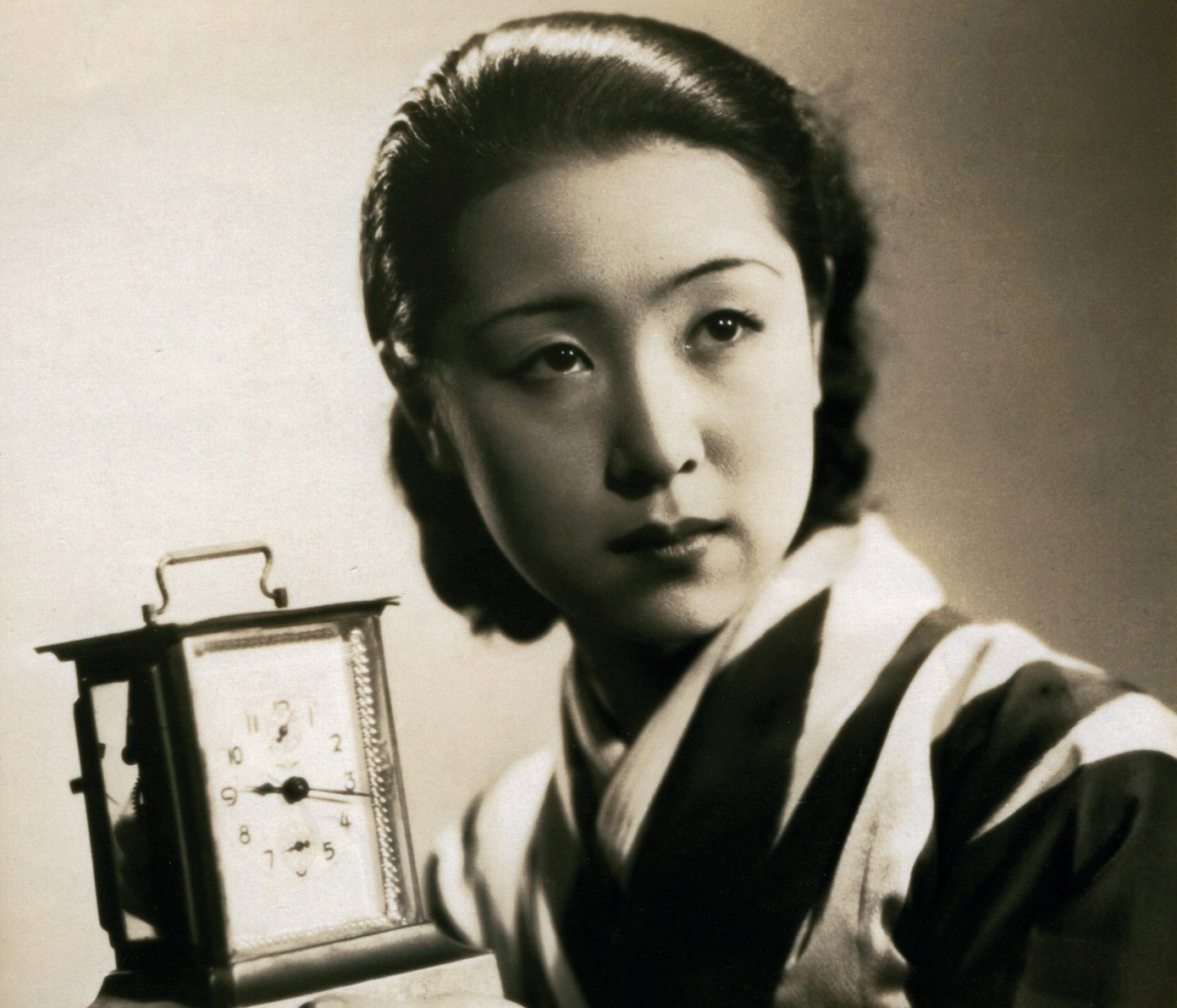
往年の田中絹代

2007年（平成19年）には前橋駅南側のけやきウォーク前橋に9スクリーンのユナイテッド・シネマ前橋（現：ローソン・ユナイテッドシネマ前橋）が開館している。リヴィン前橋店の跡地は前橋市が取得しており、2007年（平成19年）12月8日には前橋こども図書館や群馬医療福祉大学などが入居する公共施設の前橋プラザ元気21が開館した。
前橋市による映画館の運営団体の公募の末に、2008年（平成20年）1月には市民団体の前橋芸術週間（後にNPO法人）が運営を委託された。2009年（平成21年）12月4日にシネマまえばしが開館。上州（現・群馬県）をも舞台とする『忠次旅日記』（1927年（昭和2年）公開、伊藤大輔監督）を開館公演として上映した。
シアター1（56席）は名画座として、成瀬巳喜男・マキノ雅弘・溝口健二・川島雄三・小津安二郎らの監督などの特集上映、田中絹代・高峰秀子・原節子らの女優の特集上映、アジア映画の特集上映などを行っていた。シアター0（116席）はデジタルシネマ上映設備を導入し、東京国立近代美術館フィルムセンター、群馬県・前橋市教育委員会、前橋こども図書館、前橋フィルムコミッションなどと連携した上映会を行ったり、地元出身監督や地域上映団体による上映会を行っていた。また映画上映以外に、オペラ・ダンス・演劇などの舞台芸術、落語やコンサートなどのライブ映像上映、ミニコンサート・落語会・朗読会・ひとり芝居・講演会・シンポジウム・ワークショップなどを開催していた。
階下でアーツ前橋の工事が開始された関係で、2011年（平成23年）12月4日の上映を最後に休館となった。2013年（平成25年）8月には期間・曜日限定で営業を再開し、アーツ前橋は2013年（平成25年）10月に完全開館している。公式サイトは延々と「リニューアル準備中」であり、映画上映を行っているかどうかは定かでなかった。

### 前橋シネマハウス(2018-)
2016年（平成28年）4月時点で前橋市はシネマまえばしの映画上映施設の貸出を行っていたが、2018年（平成30年）、シネマまえばし跡地に一般財団法人前橋市まちづくり公社が支援し、同年3月17日「前橋シネマハウス」として再オープン。最初の番組は第89回アカデミー賞で話題となった『ラ・ラ・ランド』と『ムーンライト』、宮沢りえ主演の『湯を沸かすほどの熱い愛』であった。キャッチ・コピーは「映画はもう一人の家族」。運営者は前橋シネマハウス。
2019年（平成31年）3月には、同県藤岡市出身の元タレント・岡本麻里原案の映画『青の帰り道』が上映され、岡本本人が同月24日に舞台挨拶を行った。また令和改元後の同年8月には『あの日のオルガン』（平松恵美子監督）が上映され、シネマハウスになってからの最多動員数を記録している。
2020年（令和2年）は新型コロナウイルスが全国的に感染拡大。国が発した緊急事態宣言により4月15日から6月5日まで1ヶ月半ほど臨時休館した。
2025年（令和7年）4月期放送のテレビアニメ『前橋ウィッチーズ』はその名の通り前橋市を舞台にしており、本放送前年（2024年）の9月から翌年1月にかけて、同アニメの最速先行上映会がシネマハウスにて行われた。